# Roberto Bellarosa
Roberto Bellarosa, belgijski pevec, * 23. avgust 1994.  
Roberto Bellarosa je leta 2013 v Malmoju na Evroviziji zastopal Belgijo s pesmijo Love Kills. Pesem se je uvrstila na šesto mesto. Zvrst njegovih pesmi je pop.
1. ↑  Discogs — 2000.